# Ingmar Bergmans gata

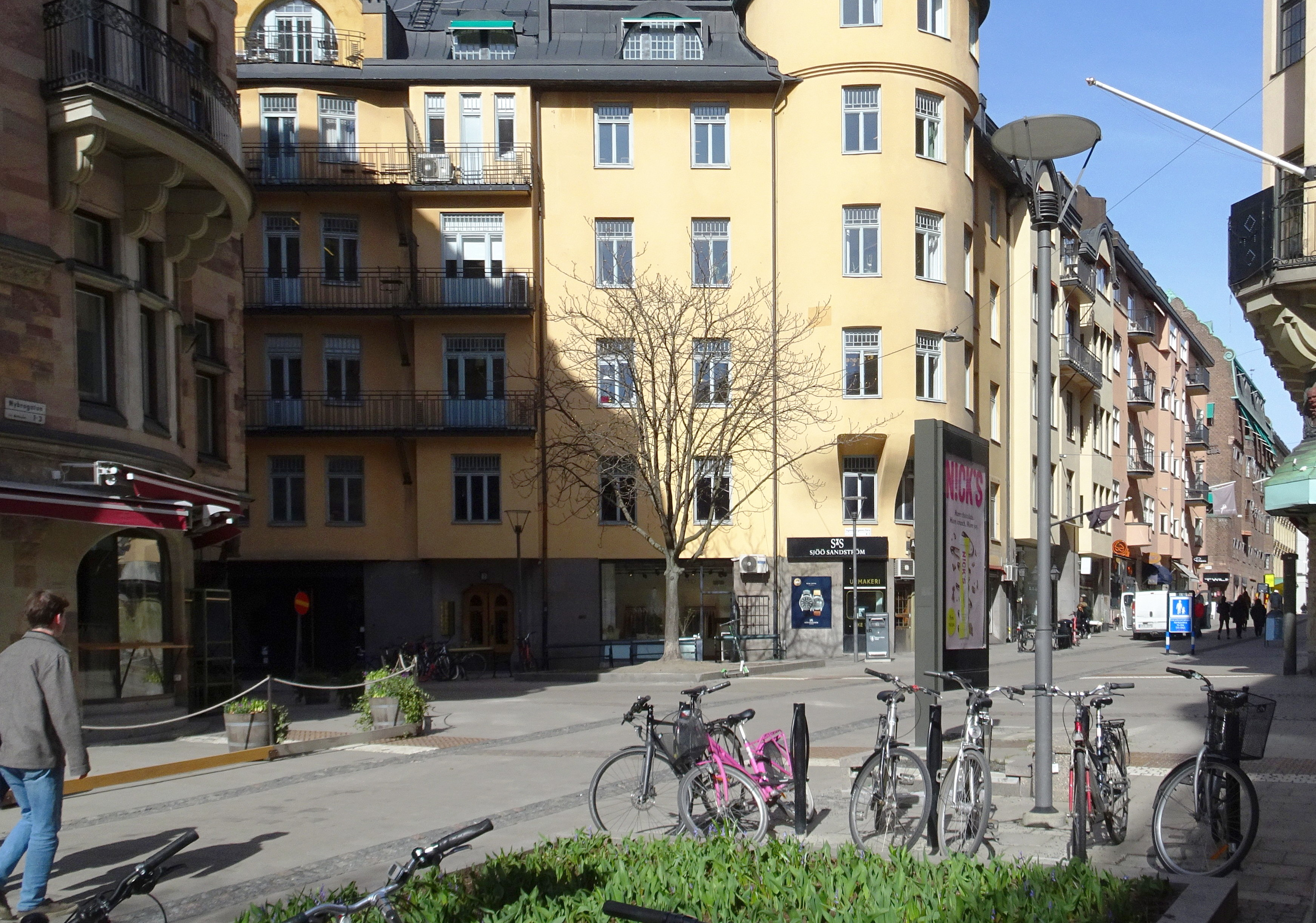
Ingmar Bergmans plats, till vänster börjar Ingmar Bergmans gata, april 2021.

Ingmar Bergmans gata och Ingmar Bergmans plats är en gata respektive plats på Östermalm i centrala Stockholm. Gatan och platsen invigdes 2008 och är uppkallade efter regissören Ingmar Bergman. Gata sträcker sig mellan Nybrogatan och Birger Jarlsgatan. Norr om gatan ligger kvarteret Skravelberget större och söder därom kvarteret Matrosen. Platsen ligger i korsningen Ingmar Bergmans gata – Almlöfsgatan – Nybrogatan. I anslutning återfinns Teatergrillen.

## Beskrivning

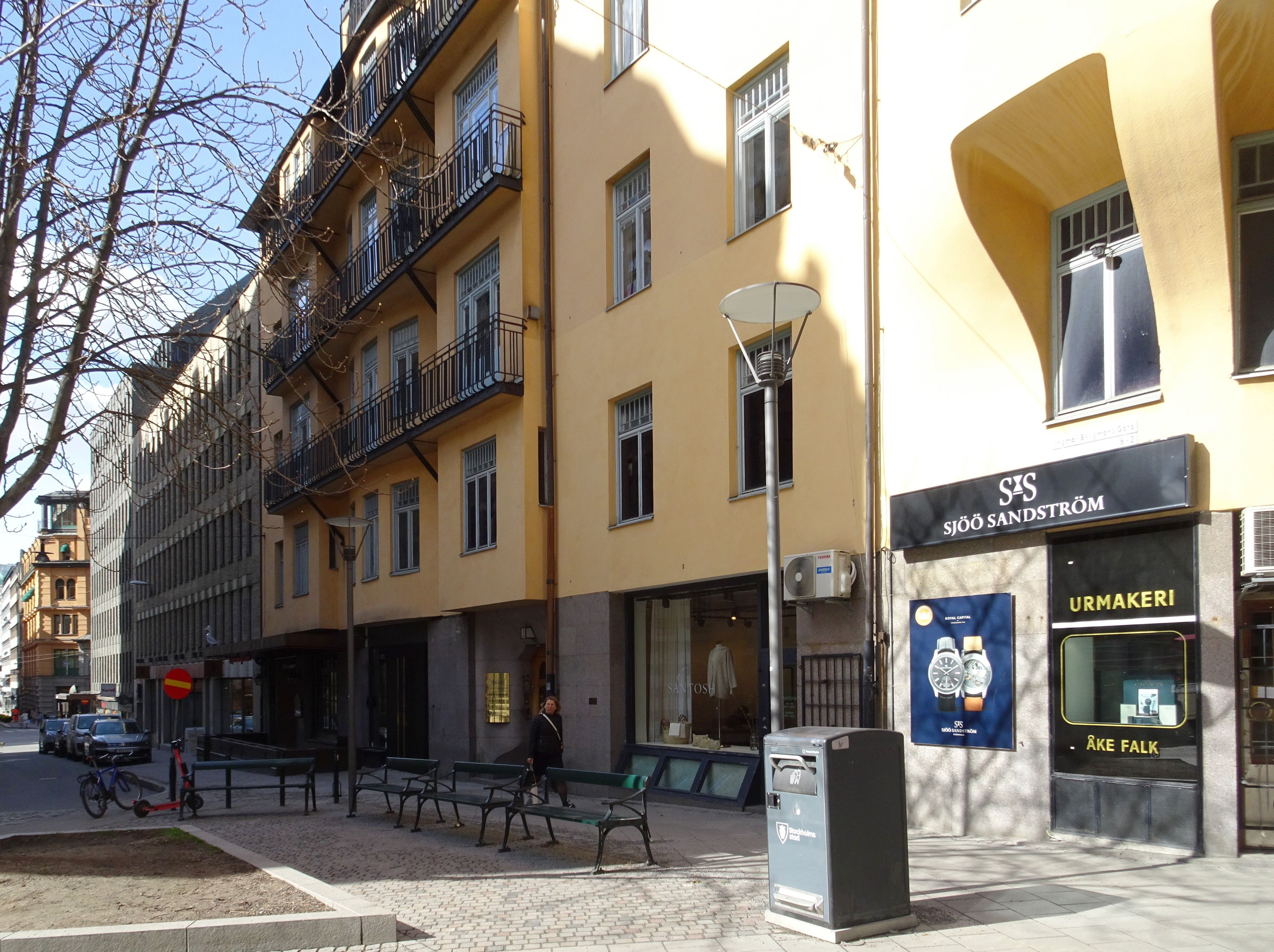
Ingmar Bergmans gata västerut med kvarteret Skravelberget större till höger.

Stadsbyggnadsnämnden beslutade vid sitt sammanträde den 21 februari 2008 att ”godkänna de av namnberedningen föreslagna Ingmar Bergmans gata som nytt namn på gata och Ingmar Bergmans plats som nytt namn på allmän plats, samt att Smålandsgatan bibehålles som namn på gata dock med annan sträckning”.
Ingmar Bergmans gata invigdes den 8 september 2008 och ersatte då den delen av Smålandsgatan som låg öster om Birger Jarlsgatan. Ingmar Bergmans plats ligger i anslutning till gatan där Almlöfsgatan tar sin början och invigdes samtidigt. Här kunde man se Ingmar Bergman vänta på taxi.
Dåvarande Stadsbyggnads- och trafikborgarrådet Mikael Söderlund avtäckte skylten och bland invigningstalarna fanns skådespelaren Börje Ahlstedt och Dramatenchefen Staffan Valdemar Holm. Inte långt från gatan och platsen ligger Dramaten där Ingmar Bergman verkade under många år som regissör och teaterchef.